# Christa B. Allen
Pour les articles homonymes, voir Allen.
Christa Brittany Allen est une actrice américaine, née le 11 novembre 1991 à Wildomar en Californie, aux États-Unis. Elle est principalement connue pour son rôle de Charlotte Grayson dans la série Revenge.

## Biographie
Christa Brittany Allen est née à Wildomar en Californie. Elle est la plus jeune d'une famille de 9 enfants. Elle a quatre frères aînés : Bryan, Derrick, Tyler et Steven et quatre demi-frères aînés : Matthew, Jason, Patrick et Brady. 
Christa a reçu son éducation à domicile. Elle a suivi des cours de théâtre à l'âge de 9 ans. Elle sait jouer de la guitare. Elle a joué dans des publicités et des films d'étudiants et a aussi été engagée pour du doublage. 

## Carrière
Allen est apparue dans plusieurs émissions de télévision avant d'obtenir un rôle dans le film 30 ans sinon rien (2004) aux côtés de Jennifer Garner. Les deux actrices se retrouvent pour le film Hanté par ses ex (2009).
À la télévision, elle est apparue dans des épisodes de séries télévisées : Médium, Cory est dans la place, La Vie de croisière de Zack et Cody, Grey's Anatomy, Urgences, Les Experts, Les Sorciers de Waverly Place et Cold Case : Affaires classées.
En 2011, elle remporte le rôle de Charlotte Grayson, fille de l'héroïne Madeline Stow dans la série télévisée Revenge.

## Filmographie

### Cinéma
- 2004 : 30 ans sinon rien : Jenna Rink (jeune)
- 2006 : A Merry Little Christmas : Holly
- 2009 : Hanté par ses ex : Jenny adolescente
- 2009 : Be Bad ! : Une adolescente
- 2010 : One Wish : Molly
- 2011 : One Kine Day : Alea
- 2012 : Detention of the Dead : Janet
- 2016 : The Valley : Alicia
- 2018 : One of Us : Mélanie/Marie

### Courts métrages
- 2004 : Chocolate Girls : Barbara
- 2004 : Seen
- 2014 : They Grow Up : Angelica
- 2015 : Darknet Delevired : A Silk Road Story : Marie

### Télévision

#### Séries télévisées
- 2006 : Medium : Maura Walker
- 2006 : Cake (Série TV) : Cake
- 2007 : Cory est dans la place : Cheyenne
- 2008 : La Vie de croisière de Zack et Cody : Violet Berg
- 2008 : Grey's Anatomy  : Holly Anderson
- 2009 : Urgences : Jody Nugent
- 2009 : Les Experts : Matty Moore
- 2009 : Les Sorciers de Waverly Place : Daphne (Saison 2, épisode 20)
- 2010 : Cold Case : Affaires classées : Annabelle Bennet en 1968 et 1969
- 2011-2015 : Revenge : Charlotte Grayson
- 2015 : Baby Daddy : Robyn

#### Téléfilms
- 2009 : Cadeau d'adieu (Chasing a Dream) de David Burton Morris : Nikol Schrunk
- 2011 : Face à ma sœur jumelle (Deadly Sibling Rivalry) de Hanelle M. Culpepper : Fiona
- 2016 : Désespérément romantique (Hopeless, Romantic}) de Farhad Mann : Elizabeth "Liz" Brown
- 2017 : Le Choix du mensonge (Family of Liesy) de Jack Snyder : Emily Chasen
- 2017 : Prisonnière d'une secte (One Of Us) : Melanie
- 2019 : Menace sur mon bébé (Dying for a Baby) de Lauro David Chartrand-DelValle : Amber
- 2021 : Notre promesse de Noël : Avery